# Thomas Nuttall
Thomas Nuttall (Long Preston, North Yorkshire, 1786. január 5. – Nutgrove, Lancashire, 1859. szeptember 10.) angol botanikus és zoológus. Az Amerikai Egyesült Államokban élt és dolgozott 1808-tól 1841-ig. Botanikai szakmunkákban nevének rövidítése: „Nutt.”. Zoológiai szakmunkákban nevének rövidítése: „Nuttall”.

## Élete
Nuttall egy Long Preston nevű angol faluban született és itt töltött tanulmányai után pár évet nyomdász-segédként is dolgozott. Amerikába kerülése során Philadelphiában találkozott Benjamin Smith Bartonnal és ő ösztönözte botanikai tanulmányok folytatására és növények gyűjtésére.
Részt vett 1811-ben az Asztor-Expedícióban, melynek fő célja az észak-amerikai növények tanulmányozása volt. Több, akkor még ismeretlen növényt gyűjtött össze Dél-Dakotától a Missouri folyóig.

## Nevéhez köthető fajok
- Nagyvirágú som (Cornus nuttallii)
- Sárgacsőrű szarka (Pica nuttalli)
- Nuttall-harkály (Picoides nuttallii)
- Nuttall-tölgy (Quercus texana)
- Mimosa nuttallii
- Viola nuttallii
- Atriplex nuttallii
- Bigelowia nuttallii